# ASPERA
ASPERA är en förkortning av Analyser of Space Plasma and Energetic Atoms och är en svensk konstruktion. Instrumentet finns med på de bägge rymdsonderna Mars Express och Venus Express. ASPERA flög också med Fobos 1 och 2 till Mars 1988.